# Варрава Микита Савич
Мики́та Са́вич Варра́ва (бл. 1870 — 1939) — бандурист; учасник антибільшовицького руху в складі Кубанської армії.
Народився в станиці Стародерев'янківська на Кубані.

## Життєпис
Характерний тип зрячого історичного кобзаря. Кобзарську науку пройшов у станичних кобзарів. Грав на власноручно сконструйованій діатонічній бандурі. Виступав багато і плідно, переважно на Північному Кавказі та Донщині. Любив ярмаркову аудиторію, зокрема в рідній станиці. В добу революції концертував у лавах Кубанської армії. В 1920-ті рр. в час українізації розгорнув активну концертну діяльність. У репертуарі переважали історичні пісні та думи, зокрема «Про козака Голоту», «Невільницькі плачі» та ін. Улюбленою, майже біографічною, була пісня про каторжні роботи на побудові каналу: «Гей, дала, дала славним запорожцям Та цариця зарплату, Що понабивала на руки кайдани, Дала в руки лопати… Гей, ще й послала на „легку“ роботу Та канали копати…» «Я запам'ятав цю пісню, бо дідусь співав і плакав», — згадував онук бандуриста — поет Іван Варрава.
У 1930-х рр. засуджений органами НКВД на 10 р. Соловецьких концтаборів. На допитах піддавався тортурам («відбили легені»). В концтаборі занедужав на сухоти. Попри хворобу, втік із Соловків. Помер від сухот у станиці Староменській.
Інструменти зберігаються в Музеї кобзарства Криму та Кубані.